# Arctia tshimgana
Arctia tshimgana là một loài bướm đêm thuộc phân họ Arctiinae, họ Erebidae.